# Carlo Porta

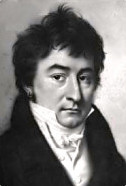
Carlo Porta

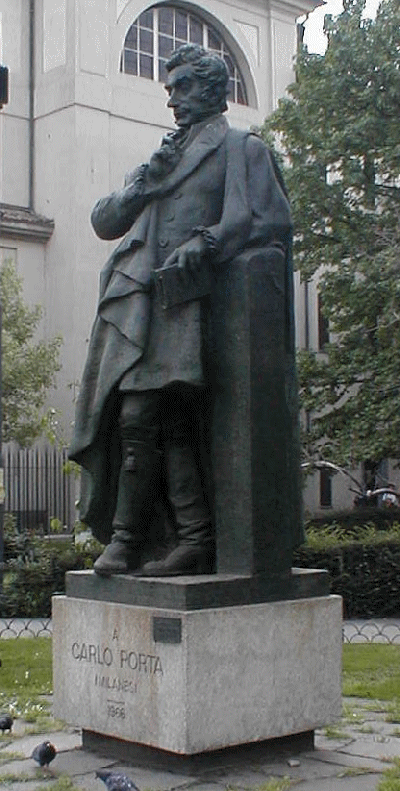
Pomnik C. Porta w Mediolanie

Carlo Porta (ur. 15 czerwca 1775 w Mediolanie, zm. 5 stycznia 1821 tamże) – włoski poeta, czołowy przedstawiciel literatury tworzonej w dialekcie mediolańskim.
Urodził się w Mediolanie jako syn Giuseppe i Violante Gottierich. Do 1792 studiował w Monzy, następnie na seminarium w Mediolanie. W latach 1976–1799 przebywał w Wenecji, zaś w 1806 wziął ślub z Vincenzą Prevosti.
Jego pierwsze wiersze powstawały w roku 1790; kilka z nich opublikował w 1810. W latach 1804–1805 pracował nad tłumaczeniem Boskiej komedii na mediolański, lecz przekład ten pozostał nieukończony.

## Dzieła
- 1810 – La mia povera nonna la gh’aveva
- 1810 – Brindisi de Meneghin all’Ostaria
- 1811 – E daj con sto chez-nous, ma sanguanon
- 1812 – Desgrazzi de Giovannin Bongee
- 1812 – Quand vedessev on pubblegh funzionari
- 1813 – Fraa Zenever
- 1813 – On Miracol
- 1814 – Fraa Diodatt
- 1814 – Paracar che scappee de Lombardia
- 1815 – Marcanagg i politegh secca ball
- 1815 – La Ninetta del Verzee
- 1816 – El lament del Marchionn di gamb avert
- 1819 – La nomina del cappellan